# Kim Hee-jin
Kim Hee-jin (in coreano 김희진; Pusan, 29 aprile 1991) è una pallavolista sudcoreana.
Gioca nel ruolo di centrale nelle IBK Altos.

## Carriera

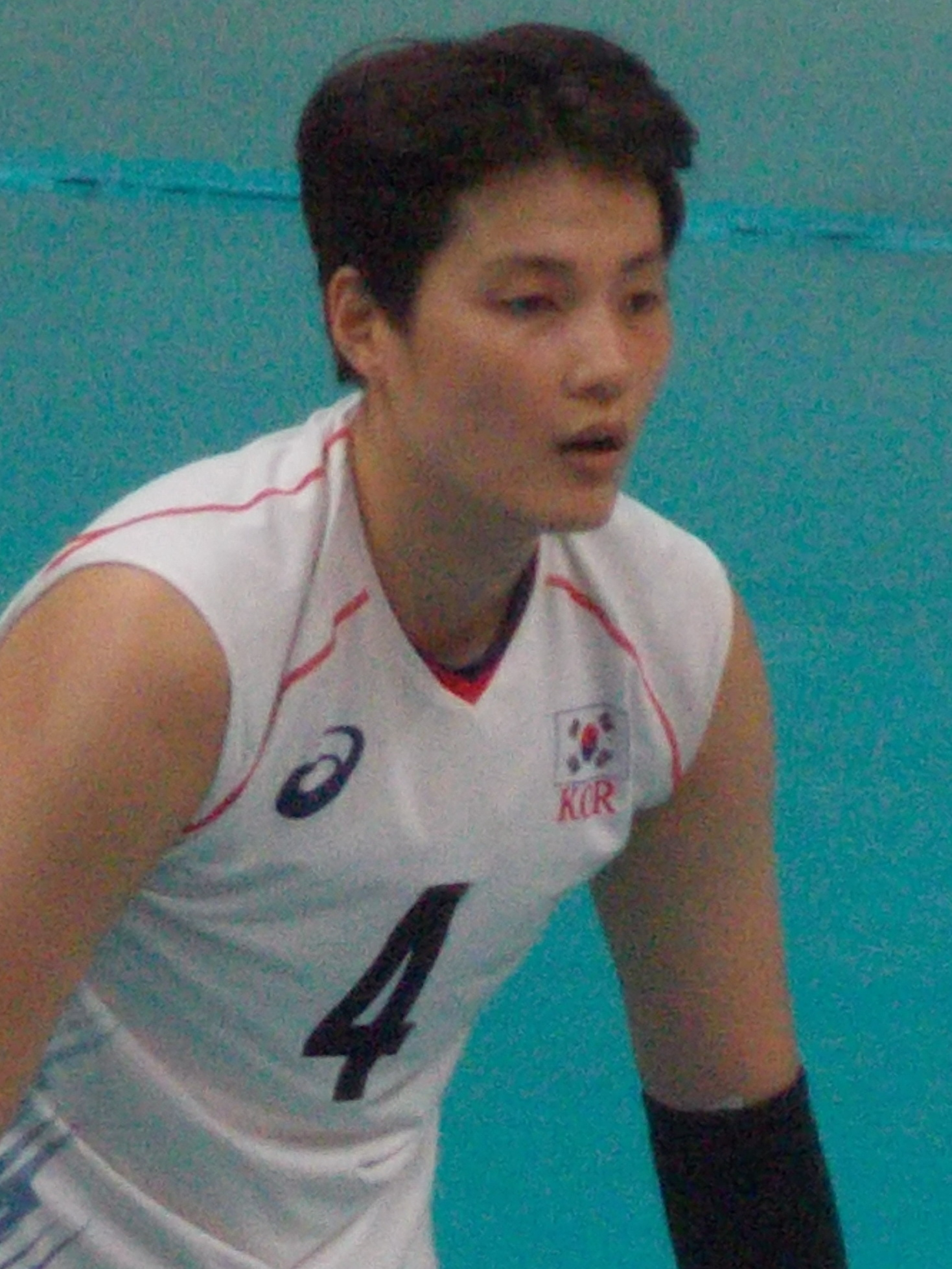
Giochi della XXXI Olimpiade.

La carriera di Hee-Jin Yang inizia nei campionati scolastici sudcoreani. Ancora liceale, nel 2009 fa già il suo esordio nella nazionale sudcoreana al World Grand Prix, mentre un anno dopo vince la medaglia di bronzo alla Coppa asiatica.
Dopo la vittoria della medaglia di bronzo al campionato asiatico e oceaniano 2011, viene ingaggiata dalle IBK Altos per il campionato 2011-12, iniziando la carriera professionistica. Nel campionato successivo è finalista in Coppa KOVO mentre si aggiudica il primo scudetto della propria carriera, venendo anche premiata come MVP del 2º round. Dopo aver partecipato ai Giochi della XXX Olimpiade di Londra, chiusi al quarto posto, nel 2013 bissa la medaglia di bronzo al campionato asiatico e oceaniano.
Nella stagione 2013-14 vince la Coppa KOVO, venendo premiata come MVP del torneo, mentre esce sconfitta nella finale scudetto; nel 2014 con la nazionale si aggiudica la medaglia d'argento alla Coppa asiatica e quella d'oro ai XVII Giochi asiatici. Nella stagione seguente vince il suo secondo scudetto, venendo premiata come miglior centrale del torneo; con la nazionale vince l'argento al campionato asiatico e oceaniano 2015.
Nel campionato 2015-16 vince la Coppa KOVO, ma esce sconfitta in finale scudetto; con la nazionale partecipa ai Giochi della XXXI Olimpiade di Rio de Janeiro. Nel campionato successivo vince sia la Coppa KOVO che lo scudetto; con la nazionale conquista la medaglia di bronzo al campionato asiatico e oceaniano 2017, bissata anche nell'edizione 2019.

## Palmarès

### Club
- Campionato sudcoreano: 3

2012-13, 2014-15, 2016-17
- Coppa KOVO: 3

2013, 2015, 2016

### Nazionale (competizioni minori)
- Coppa asiatica 2010
- Coppa asiatica 2014
- Giochi asiatici 2014

### Premi individuali
- 2013 - V-League: MVP 2º round
- 2013 - Coppa KOVO: MVP
- 2015 - V-League: Miglior centrale